# Jean-Jacques Paulet
Jean-Jacques Paulet (ur. 26 kwietnia 1740 w Anduze, zm. 4 sierpnia 1826) – francuski lekarz, botanik i mykolog.

## Życiorys
Paulet studiował medycynę na Uniwersytecie w Montpellier. W 1764 r. na uniwersytecie tym doktoryzował się. W latach 1764–1802 pracował jako lekarz w Paryżu, następnie przeszedł na emeryturę i przeniósł się do Fontainebleau. W 1821 r. w uznaniu zasług został wybrany członkiem korespondencyjnym Francuskiej Akademii Nauk w dziedzinie medycyny i chirurgii.

## Praca naukowa
W 1765 r. opublikował w Paryżu książkę Histoire de la petite vérole, avec les moyens d'en préserver les enfants (Historia ospy, ze środkami ochrony dzieci), a następnie przetłumaczył na język francuski książkę o ospie napisaną w IX lub X wieku, której autorem był Abu Bakr Muhammad ibn Zakarijja ar-Razi. W latach 1768–1776 napisał jeszcze trzy książki, w których przedstawił szeroko zakrojone środki ochrony przed ospą. W 1805 r. opublikował traktat o ugryzieniu przez żmiję, a w 1815 r. przetłumaczył przegląd historii medycyny autorstwa Sprengla.
Paulet interesował się ergotyzmem. Wraz z takimi naukowcami jak Henri Alexandre Tessier i Charles Jacques Saillant opublikował kilka wyników badań w tym zakresie w Mémoires de l’Académie de médecine.
Zajmował się również botaniką i mykologią. W 1775 r. opublikował Traité complete sur les champignons, które uznano za przełomowe dzieło o grzybach. W 1791 napisał  Traité complete sur les champignons. W zakresie botaniki opublikował w 1816 r. Examen de l’ouvrage de M. Stackhouse sur les genres de plantes de Théophraste, w 1824 r. La Botanique ou Flore et Faune de Virgile.
Opisał nowe taksony grzybów i roślin. W ich naukowych nazwach dodawane jest jego nazwisko Paulet.